# 广惠宫
广惠宫俗称张王庙，是浙江省湖州市南浔区南浔镇的一座道观。。
广惠宫始建于北宋英宗治平年间（1065—1068年），历史甚至长于建镇历史，供奉祠山大帝、黄大仙、三清、观音。元末张士诚曾在此修筑粮仓，占广惠宫为行宫，2003年，在南浔古镇保护性开发工程期间，按历史资料重建广惠宫，包括弥罗阁、东岳殿、城隍殿、雷震殿，三清殿及灶神行宫。